# Mavīn
Mavīn (persiska: موين, مُوين) är en ort i Iran.   Den ligger i provinsen Qazvin, i den nordvästra delen av landet, 140 km väster om huvudstaden Teheran. Mavīn ligger 1 218 meter över havet och antalet invånare är 553.
Terrängen runt Mavīn är platt.Runt Mavīn är det ganska tätbefolkat, med 108 invånare per kvadratkilometer. Närmaste större samhälle är Alvand, 16,6 km nordost om Mavīn. Trakten runt Mavīn består till största delen av jordbruksmark.